# Frans II Rákóczi
Frans II Rákóczi, of Ferenc II Rákóczi (Borsi, 27 maart 1676 – Rodosto 8 april 1735) was een Hongaars aristocraat en vorst van Transsylvanië. Door zijn rol als leider van de opstand tegen de Habsburgers (1703-1711) wordt hij in Hongarije gezien als nationale held.

## Vroege leven
Rákóczi werd een paar maanden voor de dood van zijn vader Frans I Rákóczi geboren in Borsi (tegenwoordig Borša in Slowakije). Zijn moeder was Ilona Zrínyi. Hij was de erfgenaam van de adellijke families Rákóczi, Zrínyi en Báthory (de laatste via zijn grootmoeder van vaders kant). Zijn stiefvader was Imre Thököly. Ferenc groeide op in het kasteel van Moekatsjeve. Hij was de rijkste grootgrondbezitter in het koninkrijk Hongarije en werd op 18-jarige leeftijd al eeuwigdurend gespan (comes perpetuus) van het comitaat Sáros.
Reeds op jonge leeftijd nam hij deel aan een samenzwering tegen het gezag van de Habsburgers. Deze samenzwering werd echter de kop ingedrukt. Ferenc werd gescheiden van zijn familie en onder bewaring gesteld van de jezuïeten van Neuhaus in Bohemen. Hij ging vervolgens studeren aan de Universiteit van Praag. Op 26 september 1694 trouwde hij met Charlotte Amalia van Hessen-Wanfried, een dochter van Karel van Hessen-Wanfried. Door dit huwelijk verwierf hij de titel van Prins van het Heilige Roomse Rijk. Uit dit huwelijk werden twee kinderen geboren:
- József (1700-1738)
- György (1701-1752)

Hij zou ook de vader zijn van de mysterieuze graaf van Saint-Germain.
In 1694 keerde hij terug naar Hongarije waar hij rond 1698 in contact kwam met de Franse maarschalk de Villars, die verwikkeld was in de Spaanse Successieoorlog tegen de Habsburgers. Dit werd echter bekend bij de Habsburgers, waarop Rákóczi in 1700 werd opgepakt en gevangengezet in het fort van Wiener Neustadt. Hij werd ter dood veroordeeld, maar wist met behulp van de gevangeniscommandant en zijn zwangere vrouw Amalia tijdig te ontsnappen naar Polen, van waaruit hij in 1703 de opstand tegen de Habsburgers begon.

## Rákóczi's Opstand
Hij veroverde samen met de zogenaamde kuruc (spreek uit 'koeroets', gewapende anti-Habsburgrebellen) het oosten van Hongarije en het gebied van Gyulafehérvár. In 1704 ontving hij de titel vorst van Transsylvanië. Hij trachtte een kuruc-staat te vestigen waarin geen belastingen meer werden geheven en de boeren konden leven van de opbrengsten van de voormalige keizerlijke landerijen. Hij zette een wapenindustrie op en een economie gebaseerd op het mercantilisme, geleid door een economische raad. In september 1705 werd hij tijdens een bijeenkomst van 6 bisschoppen, 36 aristocraten en circa 1000 vertegenwoordigers van de lagere adel uit 25 comitaten, in Szécsény uitgeroepen tot regerend vorst (vezérlő fejedelem) van de geconfedereerde staten van het Koninkrijk Hongarije. Tevens werd er een 24 leden tellende senaat geïnstalleerd, die zich met name bezig ging houden met buitenlandbeleid en vredesonderhandelingen. Hij zocht contact met de Franse alliantie om een verklaring op te stellen waarin de verslagen Habsburgers hun rechten op het Koninkrijk Hongarije op zouden geven. Deze ontmoeting vond plaats op 5 april 1707 in Ónod. Hij voerde verdere maatregelen door met betrekking tot emancipatie van de boeren in verhouding tot de adel. In 1707, tijdens de Grote Noordse Oorlog, was Rákóczi een van de kandidaten voor de Poolse troon.
Rákóczi werd in 1708 verslagen in de slag bij Trencsén. Hij werd geraakt en viel bewusteloos van zijn paard. De kuruc dachten dat hij dood was en sloegen op de vlucht. Deze nederlaag zou fataal blijken voor de Opstand. Meerdere kuruc-leiders liepen over naar de keizerlijken, Rákóczi's troepen werden teruggedreven naar het comitaat Szabolcs en Rákóczi verloor zijn titel van Vorst van Transsylvanië. Er werden vredesonderhandelingen gestart, maar Rákóczi vertrouwde de keizerlijke onderhandelaar János Pálffy niet en week in 1711 uit naar Polen. Bij de vrede van Szatmár van 30 april 1711 werd verklaard dat de opstandelingen, inclusief Rákóczi, amnestie zouden krijgen als ze een eed af zouden leggen aan de nieuwe keizer Karel VI. Rákóczi weigerde dit aanbod en trachtte tevergeefs een bondgenootschap te sluiten met tsaar Peter de Grote. Hij deed in 1713 wederom een oproep voor de onafhankelijkheid van Hongarije tijdens de onderhandelingen voor het Verdrag van Utrecht. Vervolgens bracht hij de rest van zijn leven in ballingschap door in Pruisen, Frankrijk en uiteindelijk in het Ottomaanse Rijk waar hij in 1735 te Rodosto (het tegenwoordige Tekirdağ) overleed. Hij werd begraven naast zijn moeder Ilona Zrínyi in de kapel van de Franse ambassade in Istanboel (het tegenwoordige Lycée Saint-Benoît d'Istanbul). In 1906 werden hun lichamen overgebracht naar Hongarije en bijgezet in de Sint-Elisabethkathedraal in Košice.

## Galerij

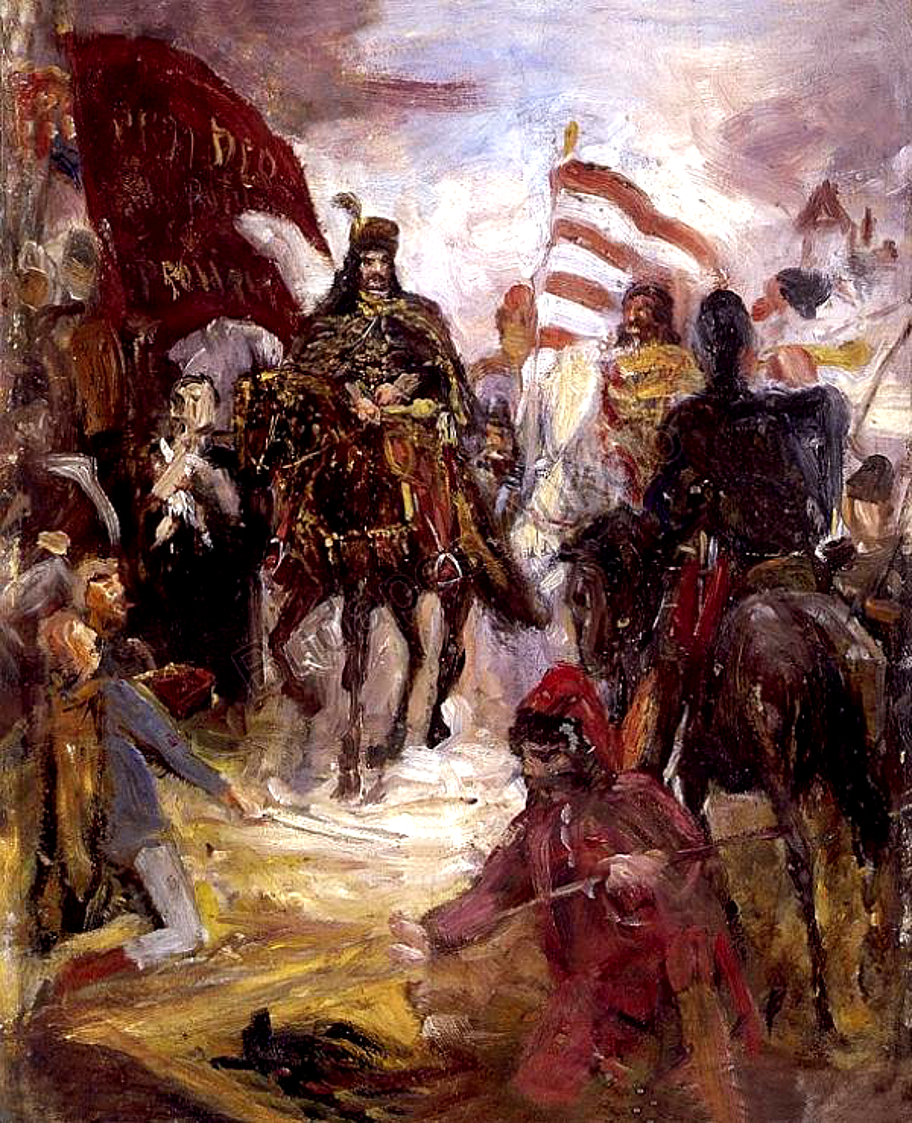
Rákóczi tijdens de Opstand
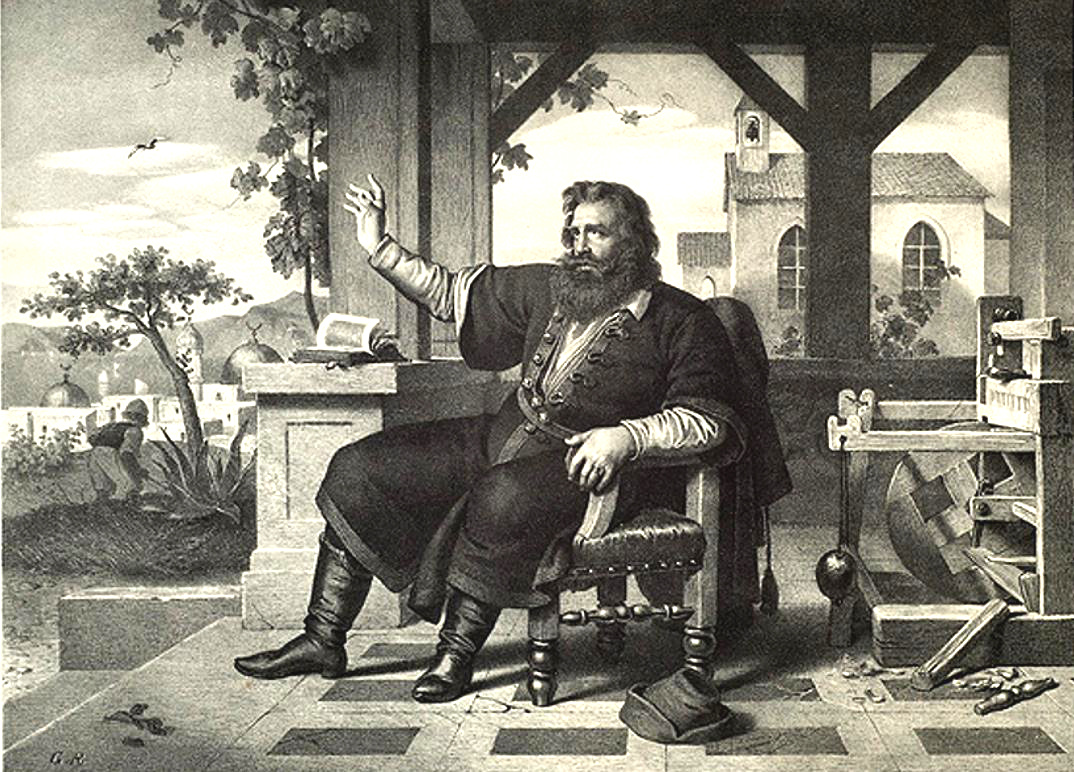
Rákóczi in Rodosto
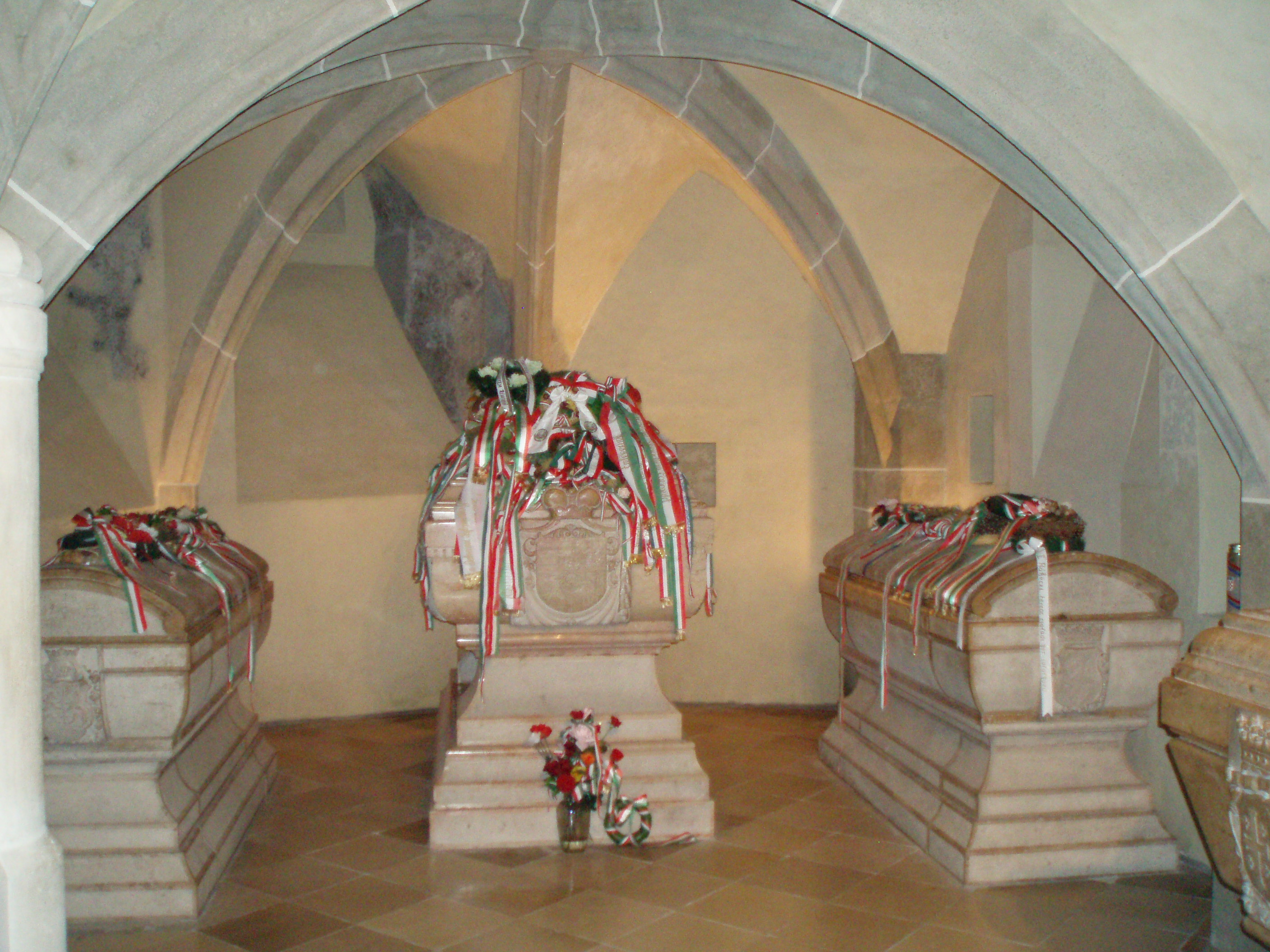
Rákóczicrypte in de kathedraal van Košice
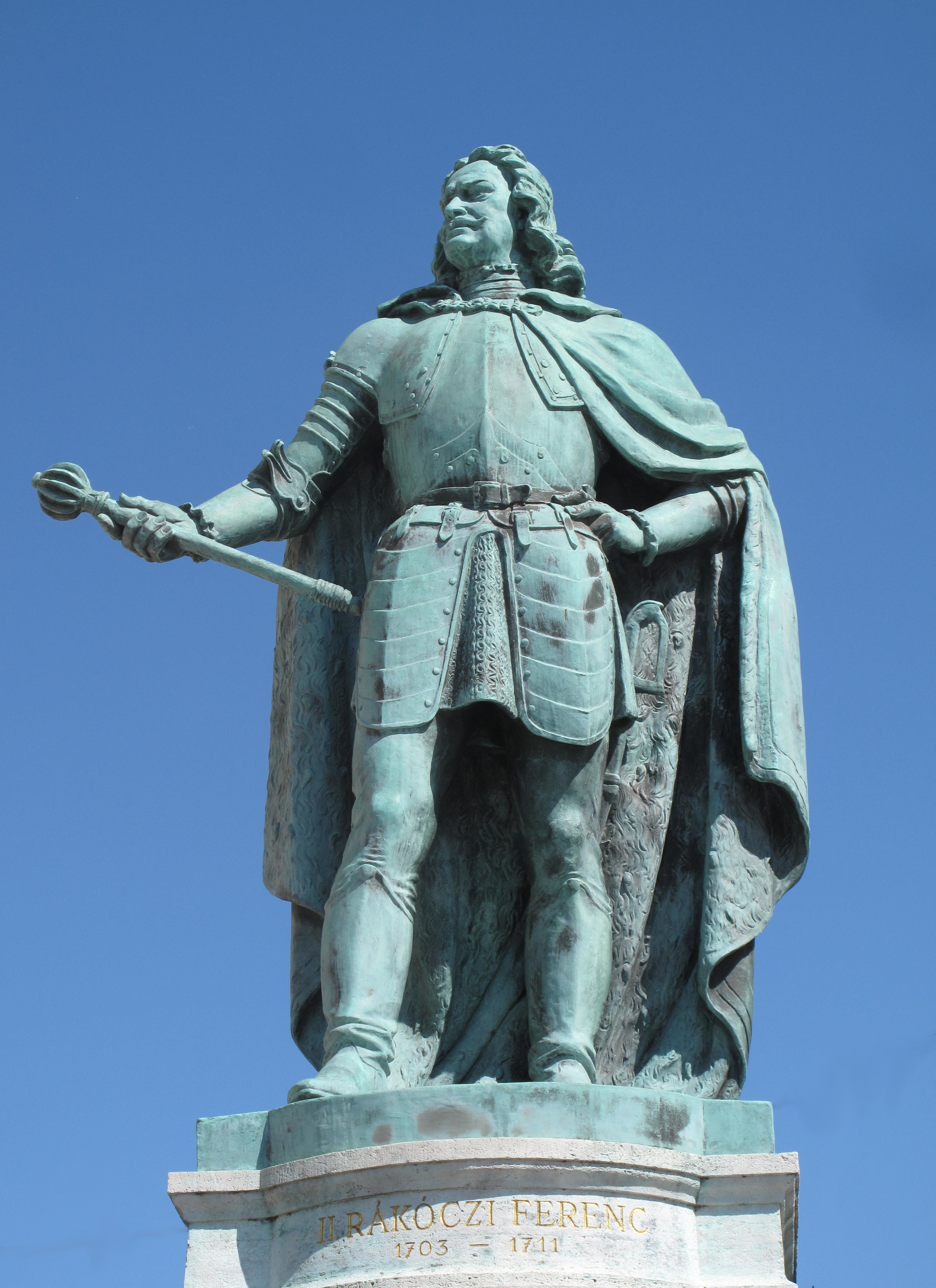
Standbeeld van Rákóczi op het heldenplein in Boedapest
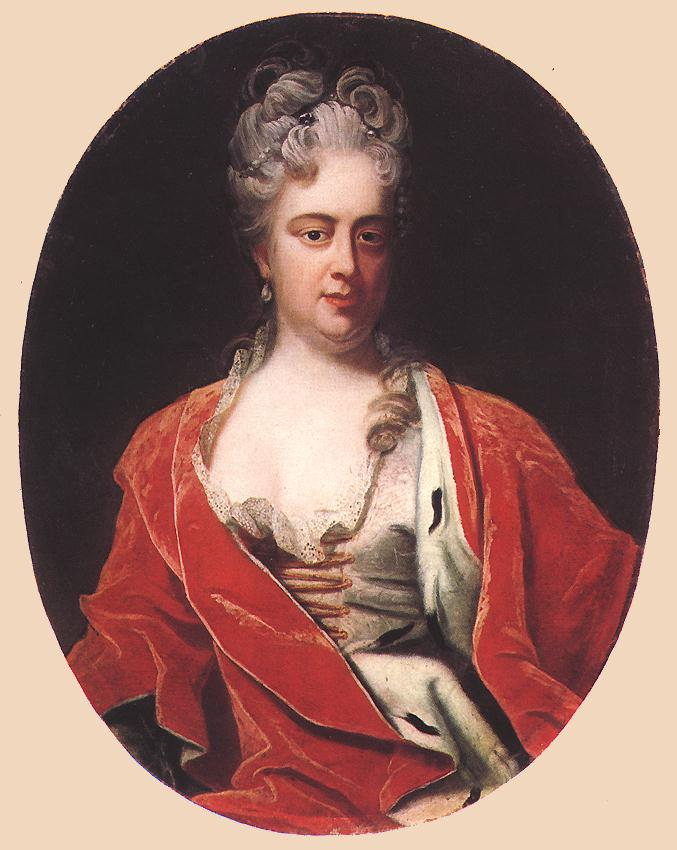
Charlotte Amalia van Hessen-Wanfried

## Titels
De volledige titels die Rákóczi in 1705 droeg als vorst van Transsylvanië en regerend prins van de geconfedereerde staten van het Koninkrijk Hongarije luidde: 

“Franciscus II. Dei Gratia Sacri Romani Imperii et Transylvaniae Princeps Rákóczi, Partium Regni Hungariae Dominus, Siculorum Comes, Pater Patriae, pro libertate confoederati Regni Hungarino Statuum nec non Munkácsiensis et Makovicziensis Dux; Comes Perpetuus de Sáros, Dominus haereditarius in Sárospatak, Tokaj, Regécz, Ecsed, Somlyó, Lednicze, Szerencs, Ónod etc.”